# Interzicerea simbolurilor comuniste
     Toate simbolurile comuniste sunt interzise
     Unele simboluri comuniste sunt interzise

Țări unde:
Toate simbolurile comuniste sunt interzise
Unele simboluri comuniste sunt interzise
Simbolurile comuniste au fost anterior interzise

     Simbolurile comuniste au fost anterior interzise
Simbolurile comuniste au fost interzise, parțial sau în totalitate, de către mai multe țări din lume. Ca parte a unui proces mai amplu de decomunizare, aceste interdicții au fost propuse sau implementate în special în țări care au făcut parte din Blocul de Est în timpul Războiului Rece, inclusiv în unele state postsovietice. În anumite țări, interdicțiile se extind și asupra propagării comunismului sub orice formă. Deși aceste interdicții vizează nominal ideologia comunistă, ele pot fi însoțite de sentimente populare antistângiste, ceea ce duce, de facto, la o interdicție a tuturor filozofiilor de stânga, precum socialismul, fără ca acestea să fie interzise explicit prin legislație.

## Tabel
| Țară          | Legalitatea simbolurilor comuniste | Excepții |
| ------------- | ---------------------------------- | --- |
| Georgia       | Ilegal                             | Scopuri educaționale; simboluri comuniste care nu sunt legate de sovietici |
| Indonezia     | Ilegal                             | — |
| Letonia       | Ilegal                             | Simboluri comuniste care nu sunt legate de sovietici |
| Lituania      | Ilegal                             | Simboluri comuniste care nu sunt legate de sovietici |
| Coreea de Sud | Ilegal                             | Scopuri educaționale; simboluri comuniste ce nu au legătură cu Coreea de Nord |
| Ucraina       | Ilegal                             | Scopuri educaționale |
| Germania      | Legal                              | Utilizarea este legală, cu excepția cazului în care simbolul este asociat cu organizații interzise (de exemplu. KPD); uzul general nu este interzis dacă nu este legat de grupuri neconstituționale |
| Moldova       | Legal                              | — |
| România       | Legal                              | — |
| Taiwan        | Legal                              | — |
| China         | Legal                              | — |
| Statele Unite | Legal                              | — |
| Rusia         | Legal                              | — |
| Polonia       | Legal                              | — |
| Estonia       | Legal                              | — |
| Cehia         | Legal                              | — |

## Interziceri generale

### Indonezia

Propaganda anticomunistă, acuzând Partidul Comunist Indonezian că se află în spatele Mișcării din 30 septembrie 1965

„Comunismul / marxism–leninismul” a fost interzis în Indonezia în urma tentativelor de lovitură de stat din 30 septembrie și a masacrelor anticomuniste ce au urmat, prin adoptarea TAP MPRS nr. 25/1966 în cadrul Sesiunii Generale MPRS din 1966 și a Legii nr. 27/1999, care este încă în vigoare. Legea nu interzice explicit simbolurile comuniste, dar poliția indoneziană folosește frecvent această legislație pentru a aresta persoane care le afișează. Unii dintre cei sancționați nu aveau nicio cunoștință despre simbolurile comunismului, iar în astfel de cazuri autoritățile i-au eliberat frecvent cu pedepse minore sau amenzi simbolice. Afișarea acestor simboluri cu intenția de a propaga idei „comuniste / marxist-leniniste” este considerată înaltă trădare și se poate pedepsi cu până la 20 de ani de închisoare.
Alte simboluri socialiste și de stânga, deși nu sunt oficial interzise prin lege (întrucât socialismul democratic este acceptat în țară), sunt totuși puternic condamnate de guvernul indonezian și considerate ca fiind strâns legate de comunism. Acestea includ: steaua roșie, steagul roșu, heraldica socialistă, precum și imnuri sau slogane precum Internaționala și „Proletari din toate țările, uniți-vă!”. În plus, de la venirea la putere a regimului Noua Ordine în 1967, secera și ciocanul au fost profund stigmatizate în Indonezia, similar stigmatului asociat simbolurilor naziste în lumea occidentală sau steagului imperial japonez în Coreea de Sud.
În aprilie 2017, poliția indoneziană a reținut un turist malaezian la un hotel din Mataram pentru că purta un tricou cu imaginea secerii și ciocanului. Turistul nu știa că simbolurile comuniste sunt interzise în Indonezia. Poliția i-a confiscat tricoul și l-a eliberat după ce i-a dat un avertisment. În mai 2018, un turist rus a fost de asemenea reținut de poliție în Bali pentru că afișa un banner de victorie sovietic, care conținea același simbol.

### Ucraina
În aprilie 2015, Rada Supremă a adoptat o lege care interzice simbolurile comuniste și naziste, în urma Revoluției Demnității și a începutului războiului cu Rusia în 2014. Mai devreme, în 2012, orașul Liov din vestul Ucrainei a interzis afișarea publică a tuturor simbolurilor comuniste, inclusiv a celor fără legătură cu comunismul sovietic. La 17 decembrie 2015, toate partidele comuniste au fost oficial interzise în Ucraina. Intonarea sau redarea fostului imn al Uniunii Sovietice, a altor imnuri ale fostelor republici sovietice sau a Internaționalei este pedepsită cu până la cinci ani de închisoare. În iulie 2019, Curtea Constituțională a confirmat constituționalitatea legii, echivalând comunismul cu nazismul.